# Lac de Senftenberg
Le lac de Senftenberg (Senftenberger See en allemand) est un lac artificiel situé dans l'arrondissement de Haute-Forêt-de-Spree-Lusace à côté de la ville de Senftenberg en Brandebourg.